# Muntele Goru
- Pentru alte utilizări ale numelui, consultați Goru (dezambiguizare)

Muntele Goru este o arie protejată de interes național ce corespunde categoriei a IV-a IUCN (rezervație naturală de tip mixt) situată în județul Vrancea, pe teritoriul administrativ al comunei Năruja.

## Localizare
Aria naturală cu o suprafață de 388,10 hectare se află în Munții Vrancei (unitate reliefală a Carpaților de curbură ce aparține lanțului muntos al Orientalilor ce atinge înălțimea maximă în Vârful Goru 1.785 m.), în extremitatea vestică a județului Vrancea, la granița cu județul Buzău și în imediata apropiere a limitei cu județul Covasna. 

## Descriere
Rezervația naturală a fost declarată arie protejată prin Legea Nr.5 din 6 martie 2000 (privind aprobarea Planului de amenajare a teritoriului național - Secțiunea a III-a - zone protejate) și este o zonă montană a Subcarpaților de Curbură, inclusă în Parcul Natural Putna - Vrancea, reprezentând versantul vestic al Muntelui Goru, ce include și bazinele hidrgrafice ale pâraielor Rozelor (afluent de stânga al râului Goru), Cotit și Afinișu. 
Aria naturală dispune de mai multe tipuri de habitate (păduri boreale, pajiști alpine, asociații de jnepenișuri, asociații de ienuperi, asociații vegetale de stâncărie, asociații de arbusti cu specii de merișor și  afin, asociații ierboase, cursuri de ape) ce adăpostesc o mare varietate de floră și faună specifică Subcarpaților de Curbură. 